# Colonia el Colorín
Colonia el Colorín är en ort i Mexiko.   Den ligger i kommunen Irimbo och delstaten Michoacán de Ocampo, i den södra delen av landet, 150 km väster om huvudstaden Mexico City. Colonia el Colorín ligger 2 085 meter över havet och antalet invånare är 408.
Terrängen runt Colonia el Colorín är huvudsakligen kuperad, men åt nordost är den platt. Runt Colonia el Colorín är det ganska tätbefolkat, med 93 invånare per kvadratkilometer. Närmaste större samhälle är Ciudad Hidalgo, 6,7 km väster om Colonia el Colorín. I omgivningarna runt Colonia el Colorín växer huvudsakligen savannskog.